# Transmission
Transmission é um leve e simples cliente de BitTorrent que apresenta uma interface gráfica bem simples e um back-end multiplataforma. É um programa livre e em código aberto, principalmente licenciado sob a licença MIT.
Transmission roda em Mac OS X (com a interface Cocoa), outros sistemas UNIX (interface GTK+) e BeOS/Zeta (interface nativa). Uma conversão oficial do Transmission (com a interface linha de comando) para o iPhone OS foi completada em 3 de março de 2008.
Até 10 de janeiro de 2008, o Transmission foi baixado por mais de 230.000 vezes.
Transmission usa poucos recursos do sistema se comparado a alguns outros clientes de BitTorrent (como o Azureus). O projeto pretende ser um programa balanceado provido de funcionalidades diversas, úteis aos usuários finais, mas sem o transformar numa bolha (bloatware). Por essa razão Transmission têm tido talvez menos destaque que outros clientes de BitTorrent. Mantendo uma interface simples e intuitiva em todas as plataformas têm sido um ponto-chave no projeto.

## Recursos

### Geral
- Apenas o que o usuário precisa - nada do que o usuário não precisa-Cliente leve, mas ainda um poderoso cliente BT.
- Interface gráfica intuitiva e simples, desenhada para se integrar ao ambiente de trabalho dos sistemas operacionais de escolha.
- Roda nativamente em mais de cinco sistemas operacionais.
- Banimento de peers que enviam dados corrompidos.
- Encriptação de protocolo
- O usuário têm a opção de racionar a banda de acordo com o desejado, tanto de subida quanto descida.
- Possibilidade de uso de interface de linha de comando através do transmission-remote-cli - ferramenta CLI para gerenciar os torrents. Em sistemas derivadas de Debian basta executar:

1. apt-get install transmission-cli transmission-remote-cli[3]

No Arch, basta executar:
1. pacman -S transmission-cli transmission-remote-cli[4][5]

### Mac OS X
- Barra de ferramentas personalizável.
- Atualização automática do programa via Sparkle. Logo quando disponível uma nova versão nos repositórios, o usuário é notificado e deseja se quer ou não iniciar o download.
- Barra de progressão do download.
- Binário universal, funciona tanto em processadores PowerPC, quanto em Intel.
- Suporta notificações do Growl
- Suporte ao Dock do Mac OS X, se mantenha informado sobre o que está acontecendo, como as taxas de download e upload, downloads concluídos, etc. pelo dock do Mac.

## Línguas suportadas

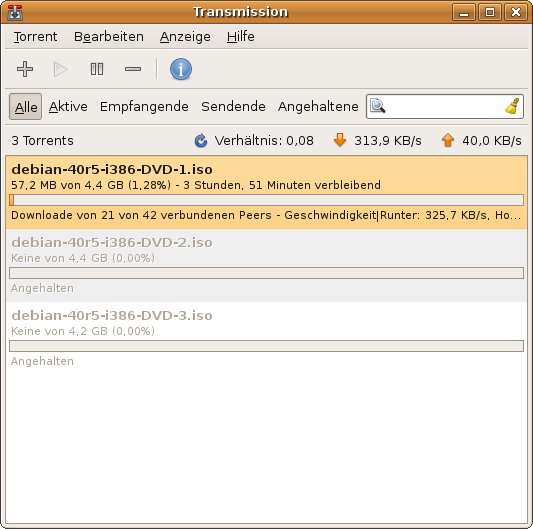
Transmission 1.34 no Ubuntu em alemão.

Até o momento (versão 1.22 de 14 de junho de 2008), a versão para Mac OS X não suporta oficialmente o Português. A partir da versão 1.60 beta 1 já há localização em Português. Por enquanto só em versões beta.
As línguas suportadas (7 no total) são: inglês, italiano, chinês (simplificado e tradicional, russo e turco.
Já para GTK+ o Tranmission está disponível em 22 línguas, entre elas o Português.

## Requerimentos/sistemas operacionais suportados

### Mac OS X
- Requer Mac OS X v10.10 ou acima.
- Binário universal

### Linux
- Cheque o seu gerenciador de pacotes de sua distro (assegure-se que todos os repositórios estejam atualizados).
- Baixe o código fonte e compile com as instruções na página de desenvolvimento.

### FreeBSD/OpenBSD/NetBSD
- Transmission pode ser instalado via os seus respectivos pacotes e/ou coleção de ports:
- OpenBSD pacotes e sistema de portsda porta net/transmission.
- NetBSD sistema de pacotesdo pacote net/Transmission.
- FreeBSD Coleção de Portsdas portas net-p2p/transmission e net-p2p/transmission-gtk2.

### Solaris (Não suportado)
- Repositório de pacotes - SFEtransmission
- Baixe os repositórios

### Windows
O Transmission foi lançado como versão experimental para o Windows desde 2017 a partir da versão 2.92.

### Versões legadas
- Você pode utilizar versões mais antigas
- Para usuários de Mac OS X 10.3.9, a última versão disponível é a Transmission 0.6.1.[8]
- Para usuários de BeOS, última versão é a 0.71. Baixe em Download for R5 net_server (Requires R5.0.1, net_server) e Download for R5 BONE.